# Royal Excel Moeskroen
Royal Excel Moeskroen (Frans: Royal Excel Mouscron) was een Belgische voetbalclub uit het Henegouwse Moeskroen. Excel Moeskroen was bij de KBVB aangesloten met stamnummer 216 en had rood en wit als clubkleuren. Tot 2010 speelde de club als RRC Péruwelz in Péruwelz, na het faillissement van Excelsior Moeskroen verhuisde de club naar Moeskroen en speelde van 2010 tot en met 2016 onder de naam Royal Mouscron-Péruwelz. Van 2017 tot 2022 speelde de club onder de naam Royal Excel Moeskroen. De club vroeg op 31 mei 2022 het faillissement aan, nadat een maand eerder geen licentie werd toegekend door de licentiecommissie.

## Ontstaan en beginjaren
De club werd opgericht in 1921 als Racing Club Péruwelz en sloot het jaar nadien aan bij de Belgische Voetbalbond. Bij de invoering van de stamnummers in 1926 kreeg men het nummer 216 toegekend.
In 1935 verscheen de club in de nationale bevorderingsreeksen, op dat moment de derde klasse, maar zakte na een seizoen weer. De club bleef ook na de Tweede Wereldoorlog in de hoogste provinciale reeksen spelen.

### Jaren 1990
De moeilijke periode voor de club kwam er in het begin van jaren negentig. In 1990 zakte de eerste ploeg naar derde provinciale en in 1995 verdween men zelfs naar het allerlaagste niveau, vierde provinciale, waar men zelfs laatste eindigde. Bovendien dreigde RRC te verdwijnen. Na de komst van een nieuw bestuur in 1996 kon de club echter weer beginnen aan een terugkeer.

### 2000–2010: Opklimmen naar de nationale reeksen
In één jaar steeg Péruwelz weer naar derde provinciale, twee jaar later promoveerde men weer naar tweede. In 2001 pakte men ook daar uiteindelijk de titel, en zo bereikte Péruwelz na 45 jaar terug de hoogste provinciale afdeling. Ook daar bleef men goede resultaten halen, en in het eerste seizoen dwong men al meteen een plaats in de eindronde af. RRC kon echter geen promotie afdwingen. Het volgende seizoen, 2002/03, bereikte men opnieuw de eindronde, maar weer zonder succes.
Het volgende seizoen was het uiteindelijk wel raak voor de club. Na 69 jaar steeg de club weer naar de nationale bevorderingsreeksen, de vierde klasse, en dat minder dan tien jaar nadat de club helemaal onderaan in vierde provinciale had gestaan. De ploeg speelde zijn eerste seizoen 2004/05 in de middenmoot. Het volgende seizoen dwong men ook in de vierde klasse al een plaats in de eindronde af. RRC haalde er de finale, en stootte zo na amper twee seizoenen verder door. Vanaf 2006 trad men zo aan in de derde klasse.
In het seizoen 2008/09 behaalde Péruwelz de voorlaatste plaats in het klassement samen met Wielsbeke, nadat het vele punten werd ontnomen door het opstellen van een niet-speelgerechtigde speler. Péruwelz won een testmatch voor de barrageplaats tegen Wielsbeke en mocht zo nog naar de eindronde om te strijden tegen de degradatie. Daar verloor men van vierdeklasser KSKL Ternat, wat voor RRC Péruwelz na drie seizoenen weer degradatie naar vierde klasse zou betekenen. De verliezers van de eindronde speelden echter nog verder voor eventuele bijkomende promotieplaatsen. In het vervolg van de eindronde won men nog van KESK Leopoldsburg en Entente Bertrigeoise en de zaak-La Louvière werd de club nog opgevist en kon het haar plaats in derde klasse toch behouden.

Le Canonnier in Moeskroen werd de nieuwe thuishaven van de fusieclub.

### 2010: Officieuze fusie met Excelsior Moeskroen
Eind januari 2010 werd bekendgemaakt dat, na het failliet van Excelsior Moeskroen, RRC Péruwelz zou "fusioneren" met laatstgenoemde. Het ging om een officieuze fusie, waarbij RRC Péruwelz, met stamnummer 216, van naam veranderde en verhuisde van het Stade de la Verte Chasse naar Le Canonnier in Moeskroen. De club kan als dusdanig geen aanspraak maken op het palmares van de ploeg met stamnummer 224 (Excelsior Moeskroen), maar wel op het (iets minder indrukwekkend) palmares van RRC Péruwelz. Al gauw richtten enkele liefhebbers een nieuwe club op in Péruwelz, Péruwelz Football Club, dat bij de KBVB aansloot met stamnummer 9540. Dit is echter een volledig aparte nieuwe club, en startte in vierde provinciale.

### 2010–2014: Snelle opmars naar eerste klasse
De fusieclub ging in 2010 van start in de vierde klasse omdat RRC Péruwelz laatste eindigde in de derde klasse in het seizoen 2009/10. In het eerste seizoen in vierde klasse na de verhuis naar Moeskroen werd Moeskroen-Péruwelz meteen tweede achter Ath, beiden haalden 69 punten. In de eindronde klopte het achtereenvolgens Sprimont Comblain Sport, KSKL Ternat en Sparta Petegem om zo na één seizoen de promotie naar derde klasse af te dwingen. In 2011 besloot de club te gaan samenwerken met de Franse topclub Lille OSC, die samenwerking duurde tot 2015.
De club ging na de promotie verder op het elan en werd in 2011/12 ook kampioen in derde klasse. Na een jaar stootte de club verder door naar tweede klasse. In 2012 werd de naamswijziging van RRC Péruwelz naar Royal Mouscron-Péruwelz officieel in het bondsblad Sportleven gepubliceerd.
Mouscron-Péruwelz eindigde in 2012/13, in zijn eerste seizoen in tweede klasse, meteen op een tweede plaats. In de promotie-eindronde moest men echter eersteklasser Cercle Brugge laten voorgaan. In 2013/14 streed men lang bovenin mee voor de titel, maar uiteindelijk eindigde men derde. Men mocht weer deelnemen aan de eindronde, en op de laatste speeldag pakte men er de leiding en de bijhorende promotie naar eerste klasse. Zo werd er terug eersteklassevoetbal gespeeld in Moeskroen.

### 2014–2021: Periode in eerste klasse
In het seizoen 2014/15 ging de club van start in de eerste klasse. In de eerste helft van de competitie (voor de winterstop) verraste de club en draaide men goed mee in de middenmoot. Er werden op Le Canonnier een aantal opvallende resultaten neergezet zoals de overtuigende overwinningen tegen Standard Luik, Cercle Brugge en RSC Anderlecht met respectievelijk 5-2, 4-0 en 4-2. Na de winterstop volgde echter een enorme terugval. Er werd een reeks van 10 nederlagen op rij neergezet. Hierdoor leek de club veroordeeld tot het spelen van play-off 3, maar op de voorlaatste speeldag van de reguliere competitie werd er met 1-0 gewonnen van KVC Westerlo. Hierdoor steeg de club terug uit de degradatiezone. Op de laatste speeldag waren de resultaten op andere voetbalvelden gunstig waardoor de club de laatste twee plaatsen vermeed en in de eerste klasse kon blijven. Op het einde van het seizoen trokken een aantal clubs die ook betrokken waren in de degradatiestrijd de licentie van de club in vraag, maar uiteindelijk kreeg Moeskroen zijn licentie.
Het volgende seizoen werd voor Moeskroen een lange degradatiestrijd met voornamelijk KVC Westerlo, OH Leuven en op het einde ook STVV als voornaamste concurrenten. Ook dit seizoen werd het behoud pas op het einde verzekerd. Op de vierdelaatste speeldag van de reguliere competitie werd er thuis met 3-1 van OH Leuven gewonnen, waarna er ook nog 2-2 gelijk werd gespeeld op het veld van KVC Westerlo. Op de voorlaatste speeldag van de reguliere competitie was het behoud een feit na een verrassende 2-1 overwinning op RSC Anderlecht. In januari 2016 maakte de toenmalige Moeskroen-voorzitter Edward Van Daele bekend dat men de naam van de club zou wijzigen in Royal Excel Mouscron, een wijziging die in de ogen van de KBVB pas vanaf juli van dat jaar gold.
Het seizoen 2016/17 werd opnieuw een lange degradatiestrijd. Dit seizoen ging de strijd tegen de degradatie voornamelijk alleen maar tussen Moeskroen en opnieuw KVC Westerlo. Moeskroen kroop dat seizoen door het oog van de naald. Op de voorlaatste speeldag leek KVC Westerlo het behoud te verzekeren door te winnen op Zulte Waregem, maar in de blessuretijd slikte men toch nog de gelijkmaker. Moeskroen won op diezelfde speeldag thuis met 1-0 van Standard Luik. Op de laatste speeldag moest Moeskroen beter doen dan KVC Westerlo om het behoud te verzekeren. KVC Westerlo verloor thuis met 0-4 van Racing Genk , terwijl Moeskroen met 0-2 ging winnen bij KV Kortrijk. Moeskroen eindigde in de stand met één punt voorsprong op degradant KVC Westerlo.
Voor het vierde jaar op rij mocht men in Henegouwen eersteklassevoetbal zien. Moeskroen werd vooraf als de voornaamste degradatiekandidaat bestempeld. De ploeg begon sterk onder leiding van trainer-coach Mircea Rednic, maar in het najaar kwam langzaam maar zeker de klad erin. De club stoorde zich ook aan uitspraken van de coach in de media. "Rednic heeft in de pers getoond niet meer op één lijn te zitten met ons project", stond op de website, nadat Moeskroen zich op 14 februari 2018 had ontdaan van de Roemeen. Hij werd opgevolgd door Frank Defays.
Op 16 april 2020 werd via de media bekend dat de club het initiatief had genomen voor fusiegesprekken met Vlaamse buurman KV Kortrijk. Bij de gesprekken zou ook KSV Roeselare zijn betrokken, dat tevens geen proflicentie kreeg toegewezen en in financiële nood zat. Een dag later wees het bestuur van Excel Mouscron erop dat een fusie met KV Kortrijk niet op de korte of middellange termijn zou plaatsvinden. Ook de supporters reageerden furieus; zij hingen spandoeken op bij het stadion Le Canonnier om zich uit te spreken tegen de fusieplannen.
In mei 2020 kwam naar buiten dat Les Hurlus opnieuw zou gaan samenwerken met buurman Lille OSC, dat een satellietclub zocht om jongeren een kans te geven in het profvoetbal. De Thaise eigenaar Pairoj Piempongsant wilde Moeskroen al eerder verkopen.

#### Licentieperikelen
In de periode 2016-2021 kreeg Excel Mouscron elk jaar in eerste instantie geen licentie voor profvoetbal toegewezen van de licentiecommissie. Hoewel men zich in het seizoen 2014/15 wist te redden, twijfelde de licentiecommissie of het budget van vier miljoen euro zou volstaan om rond te komen. De licentie wordt aangevochten door Cercle Brugge en Lierse SK, dat zelf nog om het behoud vochten. In augustus 2015 werd Excel Moeskroen gekocht door Gol Football Malta, waardoor het Belgisch Arbitragehof voor de Sport (BAS) uiteindelijk de club een licentie geeft. Hierdoor zakte Cercle Brugge naar Eerste klasse B.
Gol Football Malta werd toenmaals geleid door makelaars Pini Zahavi en Fali Ramadani. Eind 2015 besliste de Pro League dat makelaars geen eigenaar meer mogen zijn van een club. Daarop verkochten de twee makelaars de Waalse club aan een andere vennootschap uit Malta: Latimer. Die betaalt tien euro voor de aandelen. Er waren dat seizoen drie belanghebbende ploegen die de licentie van Moeskroen aanvochten: OH Leuven, STVV en KVC Westerlo. De licentiecommissie had geen bewijs dat Gol Football Malta invloed heeft op Latimer. Ook het BAS oordeelt zo, waardoor OH Leuven naar de tweede klasse zakte.
Het seizoen erop moesten Les Hurlus toegeven dat de nieuwe hoofdaandeelhouder Latimer een schuld van bijna 2,5 miljoen euro had bij Gol Football Malta. Het kreeg daarom geen licentie voor profvoetbal toegewezen. Tevens kregen Les Frontaliers tegenstand van KVC Westerlo en Lommel SK. Bij het BAS legde Excel Moeskroen een document voor dat zou bewijzen dat Gol Football Malta alle schulden had  kwijtgescholden aan Latimer, waardoor de banden tussen de twee bedrijven opgeheven was. Het BAS gaf daartoe Moeskroen een licentie voor profvoetbal, waardoor Westerlo naar Eerste klasse B degradeerde en Lommel SK naar de Eerste klasse amateurs.
Ook in het seizoen 2017/18 was het raak bij de Waalse ploeg. Intussen was Excel Mouscron overgenomen door Thaise investeerders en daarom kreeg de club een proflicentie. Nu is het KV Mechelen dat tussenbeide zou komen om de verstrengeling met makelaars aan te klagen. Het BAS zwichtte niet voor de argumentatie van KV Mechelen, waardoor die club degradeerde. Later werd nota bene KV Mechelen beschuldigd van witwaspraktijken, omkoping en matchfixing in het voetbal.
De licentie hing aan een zijden draadje het seizoen 2018/19. Het parket had toen voorlopige bewindvoerders aangesteld voor de voetbalvereniging. Men onderzocht of Moeskroen gefinancierd werd door niet-wettige geldconstructies uit belastingparadijzen. De licentiecommissie vond uiteindelijk dat Excel wel voldeed aan de eisen.
Het lukte de rood-witten uiteindelijk elk seizoen om (eventueel via het BAS) een licentie te verkrijgen. Ook in 2020 was de commissie onverbiddelijk voor de Henegouwers. Er zouden nu bewijzen op tafel liggen dat de club werd geleid door makelaars, wat sinds 2015 in strijd was met de regels. Iedereen ging uit van een verplichte degradatie naar de amateurklasse, maar op 8 mei 2020 werd bekend dat het BAS de club als nog een licentie toekent. Voor de vijfde keer in zes achtereenvolgende jaren lukt het de Waalse ploeg om de benodigde papieren binnen te halen en daarmee in het profvoetbal actief te blijven.
Op de allerlaatste speeldag van het seizoen 2020/21 zakte Moeskroen naar de laatste plaats na een nederlaag bij Club Brugge. Het betekende directe degradatie naar Eerste klasse B (1B).

### 2021–2022: Faillissement
In april 2022 oordeelde de Licentiecomissie "dat het voortbestaan van de club tot 30 juni 2023 (einde seizoen) niet gegarandeerd kan worden". Hierdoor kreeg de club voor de zevende keer in acht jaar tijd geen licentie voor profvoetbal. Deze uitspraak werd bevestigd in beroep op 10 mei 2022, waardoor de club af moest zakken naar Tweede afdeling, waar het met een achterstand van drie punten zou starten. Zo ver kwam het nooit, aangezien de club op 31 mei 2022 het faillissement aanvroeg. Stamnummer 216, waarmee RRC Péruwelz was opgericht, verdween.

## Seizoen 2021/22
| Nr.           | Naam                | Nationaliteit  | Geboortedatum | Vorige club         |
| ------------- | ------------------- | -------------- | ------------- | ------------------- |
| Keepers       |                     |                |               |                     |
| 1             | Martin Delavalée    | België         | 18-03-2004    | eigen jeugd         |
| 21            | Nick Gillekens      | België         | 05-07-1995    | Oud-Heverlee Leuven |
| 35            | Parfait Mandanda    | Congo-Kinshasa | 10-10-1989    | Sporting Charleroi  |
| Verdedigers   |                     |                |               |                     |
| 2             | Frédéric Duplus     | Frankrijk      | 07-04-1990    | OH Leuven           |
| 3             | Jérémy Taravel      | Frankrijk      | 17-04-1987    | Cercle Brugge       |
| 4             | El Hadji Gueye      | Senegal        | 20-08-1999    | Lille OSC           |
| 24            | Loris Henry         | België         | 09-05-2002    | eigen jeugd         |
| 26            | Matías Silvestre    | Argentinië     | 25-09-1984    | AS Livorno Calcio   |
| 28            | Manuel Angiulli     | België         | 26-06-1995    | MVV Maastricht      |
| 40            | William Simba       | België         | 26-03-2001    | eigen jeugd         |
| 77            | Eric Bocat          | Frankrijk      | 16-07-1999    | Lille OSC           |
| Middenvelders |                     |                |               |                     |
| 6             | Calvin Dekuyper     | België         | 24-02-2000    | Cercle Brugge       |
| 8             | Jason Bourdouxhe    | België         | 11-04-1991    | FC Eindhoven        |
| 10            | Marko Bakić         | Montenegro     | 01-11-1993    | SC Braga            |
| 11            | Dimitri Mohamed     | Frankrijk      | 11-06-1989    | Amiens SC           |
| 15            | Christophe Lepoint  | België         | 24-10-1984    | KV Kortrijk         |
| 16            | Noam Mayoka-Tika    | België         | 02-11-2003    | eigen jeugd         |
| 20            | Lucas Ribeiro Costa | Brazilië       | 09-10-1998    | Sporting Charleroi  |
| 25            | Christophe Diandy   | Senegal        | 25-11-1990    | Sporting Charleroi  |
| 30            | Joachim Carcela     | België         | 16-12-1999    | Standard Luik       |
| Aanvallers    |                     |                |               |                     |
| 7             | Clément Tainmont    | Frankrijk      | 12-02-1986    | KV Mechelen         |
| 9             | Virgiliu Postolachi | Moldavië       | 17-03-2000    | Lille OSC           |
| 17            | Babacar Dione       | België         | 22-03-1997    | eigen jeugd         |
| 19            | Mathéo Vroman       | Frankrijk      | 19-11-2001    | eigen jeugd         |
| 29            | Beni Badibanga      | België         | 19-02-1996    | Waasland-Beveren    |
| 31            | Harlem Gnohéré      | Frankrijk      | 28-02-1988    | Steaua Boekarest    |
| 32            | Olivier Myny        | België         | 10-11-1994    | OH Leuven           |
| 39            | Adrien Giunta       | België         | 01-06-2001    | Standard Luik       |

### Technische staf
| Functie            | Naam                     | Nationaliteit |
| ------------------ | ------------------------ | ------------- |
| Coach              | José Jeunechamps         | België        |
| Assistent-coach    | Voorlopig niet aangeduid | België        |
| Assistent-coach    | Voorlopig niet aangeduid | België        |
| Keeperstrainer     | Eric Deleu               | België        |
| Fysiektrainer      | Bastien Letellier        | België        |
| Sportief directeur | Philippe Saint-Jean      | België        |

## Erelijst
Derde klasse
Kampioen (1): 2011/2012
Trofee Jules Pappaert
2012

## Resultaten
| Seizoen                                       | Klasse | Klasse | Klasse | Klasse | Klasse | Klasse | Reeks           | Punten | Opmerkingen |
|                                               | I      | I      | II     | III    | IV     | P.I    |                 |        | |
| --------------------------------------------- | ------ | ------ | ------ | ------ | ------ | ------ | --------------- | ------ | --- |
| Als RRC Péruwelz (Royal Racing Club Péruwelz) |        |        |        |        |        |        |                 |        | |
| 2004/05                                       |        |        |        |        | 7      |        | Vierde klasse A | 45     | |
| 2005/06                                       |        |        |        |        | 5      |        | Vierde klasse A | 50     | |
| 2006/07                                       |        |        |        | 4      |        |        | Derde klasse A  | 51     | |
| 2007/08                                       |        |        |        | 2      |        |        | Derde klasse A  | 54     | |
| 2008/09                                       |        |        |        | 14     |        |        | Derde klasse A  | 27     | |
| 2009/10                                       |        |        |        | 18     |        |        | Derde klasse B  | 21     | |
| Als Royal Mouscron-Péruwelz                   |        |        |        |        |        |        |                 |        | |
| 2010/11                                       |        |        |        |        | 2      |        | Vierde klasse A | 69     | Promotie na winst in eindronde                                                                                             |
| 2011/12                                       |        |        |        | 1      |        |        | Derde klasse A  | 79     | |
| 2012/13                                       |        |        | 2      |        |        |        | Tweede klasse   | 67     | Tweede in eindronde met Cercle Brugge, KVC Westerlo en White Star Woluwe FC                                                |
| 2013/14                                       |        |        | 4      |        |        |        | Tweede klasse   | 66     | Winst in eindronde met OH Leuven, KAS Eupen en Sint-Truidense VV                                                           |
| 2014/15                                       | 13     | 13     |        |        |        |        | Eerste klasse   | 26     | |
| 2015/16                                       | 14     | 14     |        |        |        |        | Eerste klasse   | 30     | |
| Als Royal Excel Mouscron                      |        |        |        |        |        |        |                 |        | |
|                                               | 1A     | 1B     | 1Am    | 2Am    | 3Am    | P.I    |                 |        | Vanaf 2016-17 zijn er 3 nationale en 2 regionale niveaus                                                                   |
| 2016/17                                       | 15     |        |        |        |        |        | Eerste klasse A | 24     | |
| 2017/18                                       | 14     |        |        |        |        |        | Eerste klasse A | 30     | |
| 2018/19                                       | 10     |        |        |        |        |        | Eerste klasse A | 40     | |
| 2019/20                                       | 10     |        |        |        |        |        | Eerste klasse A | 36     | Competitie beëindigd na 29 speeldagen wegens de coronacrisis; toen stond het op de tiende plaats met 36 punten.            |
| 2020/21                                       | 18     |        |        |        |        |        | Eerste klasse A | 31     | |
| 2021/22                                       |        | 7      |        |        |        |        | Eerste klasse B | 30     | Hoewel sportief gehandhaafd, kreeg Excel Moeskroen geen licentie voor het profvoetbal. Uiteindelijk ging de club failliet. |

## Trainers
| Seizoen                  | Trainer(s) |
| Royal Moeskroen-Péruwelz | Royal Moeskroen-Péruwelz |
| ------------------------ | --- |
| 2010/11                  | Philippe Saint-Jean |
| 2011/12                  | Philippe Saint-Jean |
| 2012/13                  | Arnaud Dos Santos |
| 2013/14                  | Arnaud Dos Santos (tot 19 december 2013) Rachid Chihab |
| 2014/15                  | Rachid Chihab (tot 29 december 2014) Fernando Da Cruz |
| Royal Excel Moeskroen    | |
| 2015/16                  | Čedomir Janevski (tot 19 januari 2016) Glen De Boeck |
| 2016/17                  | Glen De Boeck (tot 5 december 2016) Mircea Rednic |
| 2017/18                  | Mircea Rednic (tot 14 februari 2018) Frank Defays |
| 2018/19                  | Frank Defays (tot 30 augustus 2018) Laurent Demol (ad interim tot 2 september 2018) Bernd Storck                                                          |
| 2019/20                  | Bernd Hollerbach (tot 19 december 2019) Rudi Vata (ad interim tot 5 februari 2020) Philippe Saint-Jean (ad interim tot 25 februari 2020) Bernd Hollerbach |
| 2020/21                  | Fernando Da Cruz (tot 19 oktober 2020) Jorge Simão |
| 2021/22                  | Enzo Scifo (tot 14 oktober 2021) José Jeunechamps |

## Bekende (oud-)spelers
- Jérémy Huyghebaert
- Viktor Klonaridis
- Vincent Provoost
- Laurent Depoitre
- Manuel Benson
- John Jairo Ruiz
- Arnaud Souquet
- Jean Butez
- Teddy Chevalier
- Selim Amallah
- Taiwo Awoniyi
- Mahmoud Hassan
- Kevin Wimmer